# Пудрящаяся женщина
«Пудрящаяся женщина» (фр. Jeune femme se poudrant) — картина французского художника Жоржа Сёра, написанная в 1889—1890 годах. Является характерным примером метода пуантилизма, изображает любовницу художника Мадлен Кноблох. Входит в коллекцию Института искусства Курто и находится в галерее Курто в Лондоне. Впервые картина была выставлена в 1890 году в Салоне Общества независимых художников в Париже, однако более крупное и значительное полотно художника «Канкан» затмило её и критики в то время уделили ей мало внимания.

## Сюжет и описание

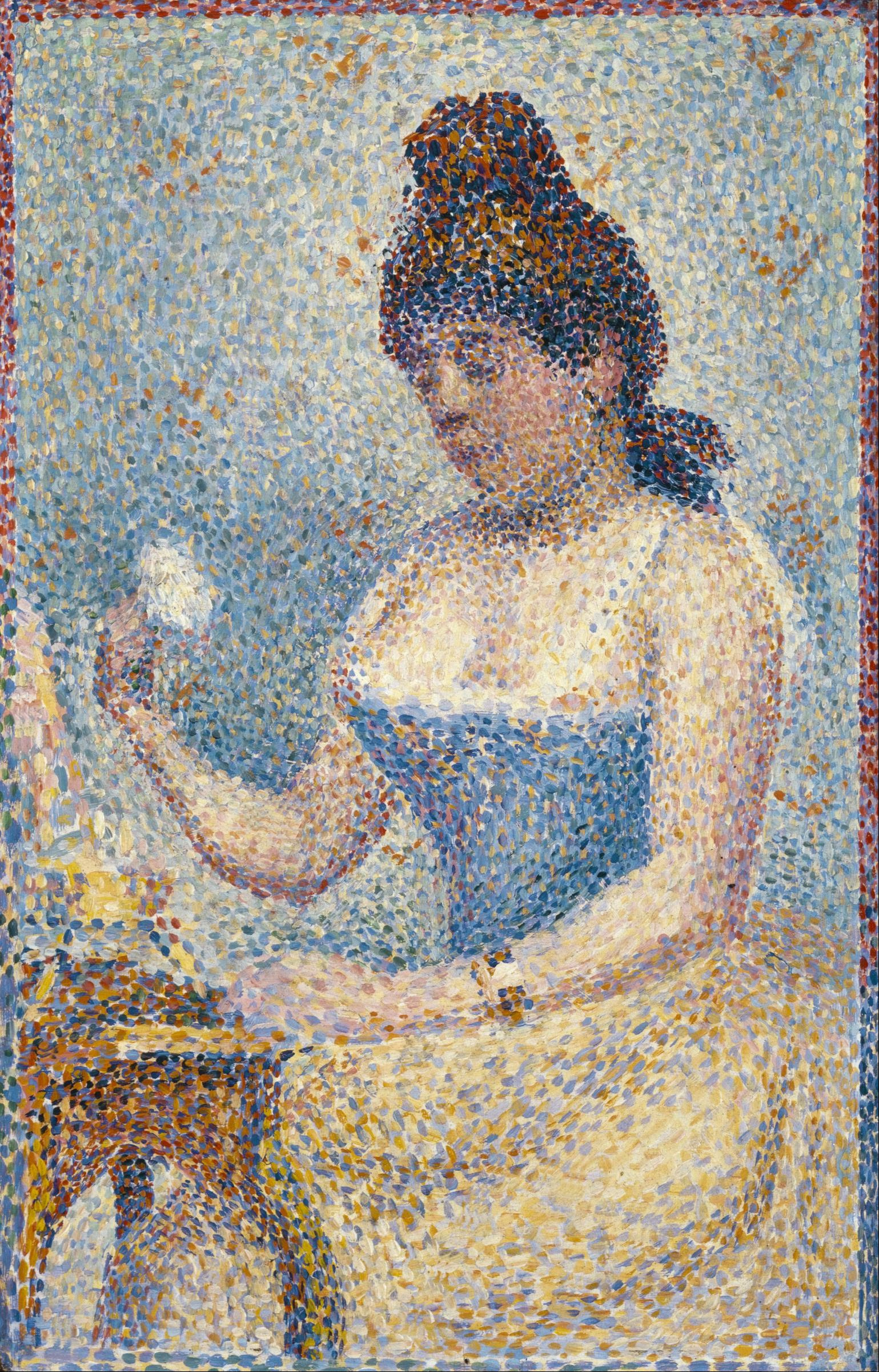
Эскиз 1889 года, Музей изящных искусств (Хьюстон)

Сёра держал в секрете свои отношения с моделью Мадлен Кноблох. Когда в 1890 году картина выставлялась на публике, отношения художника с моделью были тайной для всех за исключением ближайшего окружения Сёра.
Когда картина была выставлена на всеобщее обозрение, на стене позади молодой женщины появилась бамбуковая рама с изображением вазы с цветами. В 2014 году с помощью инфракрасной спектроскопии изображения было обнаружено, что изначально Сёра изобразил самого себя за мольбертом, так что в настоящее время объект на стене считается зеркалом. Показав картину другу, Сёра по его совету написал поверх собственного портрета стол и цветы. По иронии судьбы, этот скрытый портрет остался единственным известным автопортретом Сёра.

## История
Первым владельцем картины был известный французский публицист, художественный критик и торговец произведениями искусства Феликс Фенеон, первый употребивший термин «неоимпрессионизм». В 1932 году картина была подарена галерее Курто одним из её основателей, Сэмюэлом Курто. В 2018—2020 годах на время капитального ремонта галереи Курто картина была передана в аренду Национальной галерее Шотландии.